# 大巻村 (新潟県)
大巻村（おおまきむら）は、かつて新潟県南魚沼郡にあった村。

## 沿革
- 1889年（明治22年）4月1日 - 町村制施行に伴い南魚沼郡青木新田、宇津野新田、北田中村、野田村、四十日村、大杉新田、奥村、寺尾村が合併し、大巻村が発足。
- 1901年（明治34年）11月1日 - 南魚沼郡南藪神村（一部）と合併し、大巻村を新設。
- 1956年（昭和31年）9月1日 - 南魚沼郡六日町、五十沢村、城内村と合併し、六日町を新設して消滅。